# Glitch (muziek)
Glitch is een term die wordt gebruikt om een genre te beschrijven binnen de experimentele elektronische muziek dat in het midden van de late jaren 1990 is ontstaan. De glitch-stroming wordt gekenmerkt door een opzettelijk gebruik van sonische artefacten die normaal zouden worden gezien als een ongewenste verstoring, of een verlaging van de totale geluidskwaliteit en dus zouden moeten worden vermeden in geluidsopnamen.
Bronnen van glitch-audiomateriaal zijn meestal slecht werkend of misbruikt opnamemateriaal of digitale technologie, zoals cd skipping, interne feedback, digitale of analoge vervorming, audiofeedback, hardwarelawaai, computerbugs, crashes, vinylplaatgesis of krassen en systeemfouten.
Een in een computermuziekblad verschenen artikel gepubliceerd in 2000, classificeert componist en schrijver Kim Cascone glitch als een sub-genre van de elektronica, en gebruikt de term post-digitaal om de glitch-esthetiek te beschrijven.
Een andere term voor glitch is Clicks & Cuts (soms alleen Clicks) dat voortvloeit uit de Clicks & Cuts Series uitgegeven door het platenlabel Mille Plateaux, dat een leidende rol in de ontwikkeling van het genre heeft gespeeld.

## Geschiedenis
De oorsprong van de glitch-esthetiek kan worden getraceerd tot de vroege 20e eeuw, met Luigi Russolo's futuristische manifest The Art of Noise, de basis van noisemuziek. Hij heeft ook lawaaigeneratoren geconstrueerd, die hij de naam intonarumori gaf. Later maakten musici en componisten gebruik van haperende technologie, zoals Christian Marclay die verminkte grammofoonplaten gebruikte om geluidscollages te maken rond het midden van de jaren 1970. Yasunao Tone gebruikte beschadigde cd's in zijn Techno Eden voorstelling in 1985, Storks vervaardigden hun geluid met lawaaigeneratoren en computergame-geluidseffecten in 1987, terwijl Nicolas Collins' album uit 1992 It Was A Dark and Stormy Night een compositie omvatte die een strijkkwartet liet meespelen met het stotterende geluid van haperende cd's.
Glitch is ontstaan als een afzonderlijke beweging in Duitsland met het muzikale werk en labels (met name Mille Plateaux) van Achim Szepanski. Terwijl de beweging aanvankelijk langzaam toenam in omvang (met inbegrip van bands als Oval), de technieken van Glitch verspreidden zich later snel over de hele wereld, en vele kunstenaars volgden. Trompettist Jon Hassells album uit 1994 Dressing For Pleasure- een dicht vlechtwerk van funky trip hop en jazz - is voorzien van diverse nummers met het geluid van skippende cd's in lagen in de mix.
Ovals Wohnton, geproduceerd in 1993, hielp mee het genre te definiëren door de toevoeging van ambient esthetiek. Hoewel Oval de eerste was om de technieken van de Musique Concrète toe te passen op de subtiliteiten van Ambient, is glitch evengoed beïnvloed door techno en industrial.
Het midden-negentigerjarenwerk van Warp Records-artiesten Aphex Twin (Richard D. James Album, Windowlicker, Come to Daddy EP) en Autechre (Tri Repetae, Chiastic Slide) waren ook van invloed op de ontwikkeling van de digitale audio-manipulatietechniek en esthetiek.

## Productietechnieken
Glitch is vaak geproduceerd op computers met behulp van moderne digitale productie-software om kleine "cuts" samen te lijmen (samples) van de audio van eerder opgenomen werk. Deze cuts worden vervolgens geïntegreerd met de signature van de glitch muziek: beats gemaakt van glitches, klikken, krassen, en andere "verkeerd" geproduceerd of klinkende geluiden. Deze storingen zijn vaak erg kort, en worden doorgaans gebruikt in plaats van de traditionele percussie of instrumentatie. Overslaande cds, gekraste vinylplaten, circuit bending, en andere ruis-achtige verstoringen zijn prominent aanwezig in de creatie van ritme en gevoel in glitch, het is aan het gebruik van deze digitale artefacts dat het genre haar naam ontleent. Echter niet alle artiesten van het genre werken met foutief geproduceerde geluiden. Sommige kunstenaars maken gebruik van digitale synthesizers, zoals de Clavia Nord Modular G2 en Machinedrum en Monomachine.
Populaire software voor het creëren van glitch omvat Reaktor, Ableton Live, Reason, AudioMulch, Bidule, Super Collider, Usine, FLStudio, Max / MSP, Pure Data en ChucK, een programmeertaal voor realtime geluidssynthese en muziekcreatie.. Circuit bending, het opzettelijk kortsluiten van elektronische apparaten met laag vermogen om nieuwe muzikale apparaten te creëren, speelt ook een belangrijke rol aan het hardware spectrum van glitch muziek en de creatie ervan.

## Moderne varianten
Het gebruik van Glitch-technieken in moderne mainstream-producties komt steeds vaker voor als sound-effect in de werken van bekende artiesten zoals bijvoorbeeld Lady Gaga, Beyoncé, Nine Inch Nails, Britney Spears, Pink, Justin Timberlake, Christina Aguilera etc. Ook komt het vaak terug in andere dance-stijlen zoals techno, house en dubstep.
Glitch als muziekstijl heeft zichzelf sinds 2007 nog rechtstreekser laten beïnvloeden door andere moderne populaire underground-stijlen zoals abstracte hiphop en dubstep, wat heeft geleid tot het subgenre Glitch-Hop. Voorlopers van dit genre zijn onder meer het collectief The Glitch Mob, Nosaj Thing, Opiou, infraBuse, Bassnectar, ArdenGalaxe, Hudson Mohawke, Mark Pritchard, Fulgeance, Rustie, Flying Lotus, Lazer Sword, Major Lazer, Tipper en The Gaslamp Killer.
Doorgaans varieert deze stijl in snelheid van 70 tot 140 BPM, en wordt gekenmerkt door z'n vele remixes en ook door live-sets waarbij de artiesten hun tracks (in tegenstelling tot een dj) live brengen, vaak met behulp van laptops, midi-controllers (zoals keyboards, triggerfingers, lemurs of launchpads) en Ableton Live software. Op deze manier komt er ook meer ruimte voor free-styling en "on the fly" remixing, wat een unieke ervaring betekent bij ieder optreden. We zien glitch-hop-acts ook steeds meer opduiken in programma's van grote parties en festivals, zoals Pukkelpop, Dour en Werchter.

## Bekende artiesten

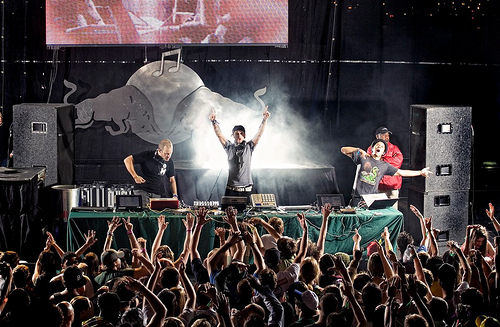
The Glitch Mob live

- Aphex Twin
- Apparat
- Autechre
- Eprom
- Múm
- Pegboard Nerds
- The Glitch Mob
- Wighnomy Brothers

## Bekende labels
- Mille Plateaux
- Raster Noton
- Warp Records